# Dekanija Zagorje
Dekanija Zagorje je rimskokatoliška dekanija Nadškofije Ljubljana.

## Župnije
1. Župnija Čemšenik
2. Župnija Dobovec
3. Župnija Izlake
4. Župnija Kisovec
5. Župnija Kolovrat
6. Župnija Radeče
7. Župnija Sveta Planina
8. Župnija Svibno
9. Župnija Šentgotard
10. Župnija Šentjurij - Podkum
11. Župnija Šentlambert
12. Župnija Zagorje ob Savi